# Orontes I
Orontes I (Ορόντης) fue un príncipe persa, hijo o más probablemente yerno de Artajerjes II. 
En la retirada bajo Ciro el Joven, cuando se les unió Tisafernes veinte días después de firmar un tratado con ellos, Orontes lo acompañó y probablemente formó parte de la traición que se preparaba en la que los generales griegos fueron capturados (400 a. C.) 
Gobernó la satrapía de Armenia (401 a. C. a 344 a. C.) y según Diodoro Sículo fue nombrado en 386 a. C. comandante de las fuerzas terrestres persas contra Evágoras II de Salamina, contra el que se enviaban también fuerzas navales dirigidas por Tiribazo. En 385 a. C. 
Tiribazo ofreció condiciones de paz a Evágoras, mientras este exigía ser reconocido rey y no un simple gobernador vasallo de Persia, pero estaba dispuesto a aceptar las propuestas del persa. Orontes escribió a la corte y acusó a Tirabazo de traición y recibió la orden de arrestar a su colega y alcanzar el mando único de los persas. Pero Tirabazo tenía el apoyo del ejército y una parte de éste, cuando Orontes retomó el ataque contra Evágoras, comenzó a desertar. Finalmente Orontes hizo la paz con Evágores no solo con los mismos términos que antes había rechazado sino con los que pedía el chipriota. Tirabazo fue juzgado y absuelto y Orontes perdió el favor de la familia real. La familia arraigó en Armenia. 
Su hijo Orontes II fue sátrapa de Armenia hacia el 336 a. C. a 331 a. C. y su dinastía siguió hasta el año 200 a. C. aproximadamente. Entre el 344 a. C. y 336 a. C. la satrapía estuvo en manos del príncipe Darío, que el 336 a. C. fue nombrado rey como Darío III. 
El nombre Orontes es equivalente al armenio Ervant.